# Apanteles holmgreni
Apanteles holmgreni är en stekelart som beskrevs av Roy D. Shenefelt 1972. Apanteles holmgreni ingår i släktet Apanteles och familjen bracksteklar. Inga underarter finns listade i Catalogue of Life.